# Batrachochytrium dendrobatidis

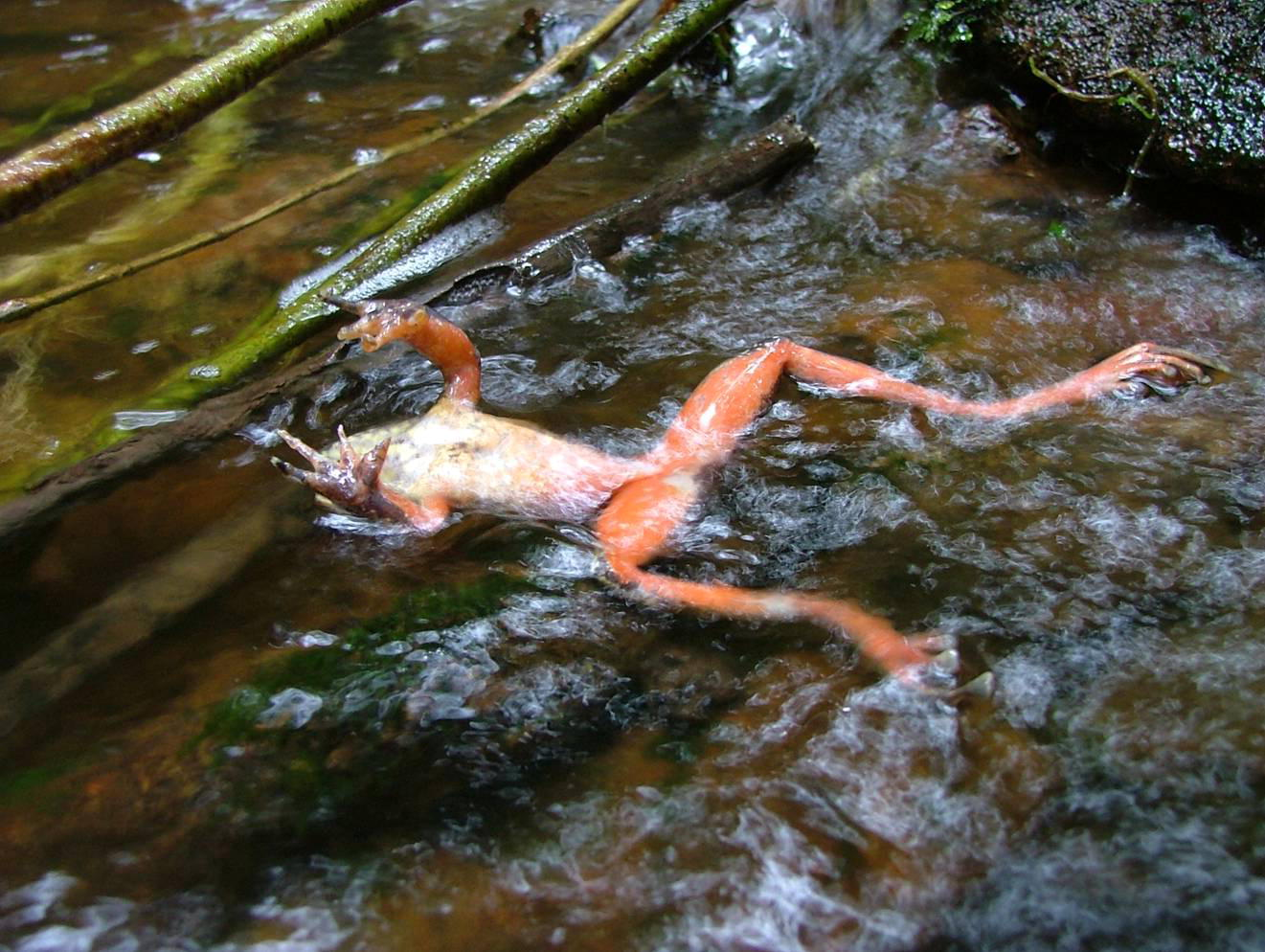
Infekterad groda.

Batrachochytrium dendrobatidis är en svampart som beskrevs av Longcore, Pessier & D.K. Nichols 1999. Batrachochytrium dendrobatidis ingår i släktet Batrachochytrium, ordningen Rhizophydiales, klassen Chytridiomycetes, divisionen pisksvampar och riket svampar.   Inga underarter finns listade i Catalogue of Life.
Svampen orsakar sjukdomen chytridiomycos hos groddjur. När den infekterar djuret uppstår förändringar i huden som oftast leder till att djuret dör.

## Batrachochytrium dendrobatidis
Batrachochytrium dendrobatidis tillhör divisionen pisksvampar (chytridiomycota) och är även känd som Bd. Svampen är känd för att orsaka sjukdomen chytridiomycos hos amfibier. När svampen infekterar amfibien orsakar den förändringar i huden vilket i de flesta fall leder till att amfibievärden avlider. Sjukdomen har olika symptom beroende på vilket livsstadium av värden som drabbats. Hos grodyngel är symptomen relativt milda och yttrar sig som keratiniserade mundelar, medan amfibier som infekterats efter metamorfos har kraftiga symptom inklusive hyperplasi. Det är fortfarande oklart exakt vad det är som gör att amfibierna avlider på grund av svampinfektionen men det spekuleras i att hyperplasin kan påverka osmoregulationen och jonbalansen i amfibiernas hud, detta är särskilt viktigt för amfibierna då deras huvudsakliga vattenintag sker genom huden. Chytridiomycosis började att framträda på 1970-talet men beskrevs först 1988. Via provtagning ifrån museimaterial har infektionen kunnat spårats till tidigt 1900-tal. Svampen tros ha sitt ursprung i Afrika. Vid tiden svampen upptäcktes hade den redan börjat spridas runt i världen och reducera populationer av amfibier och i nuläget finns den bland annat i Australien, Kanada, Kina och Brasilien[9] (fullständig karta). Namnet härstammar dels från svampens systematiska indelning (Batrachochytrium) och dels från grodan den hittades i (dendrobates). Den kan även kolonisera andra djur, exempelvis fåglar, men orsakar då inte lika stor skada.

## Livscykel
Livscykeln är uppdelad i två olika stadier. Det första stadiet utgörs av ett sporangium. Det andra stadiet uppgörs av zoosporerna, dessa finns i sporangiet och frisätts därifrån. Zoosporerna har flageller och utgör det rörliga stadiet i livscykeln. Zoosporerna är kapabla till kemotaxi, det vill säga de har förmågan att känna av koncentrationer av ämnen i omgivningen och röra sig mot eller ifrån dessa vilket kan förbättra sporernas överlevnadschanser genom att undvika skadliga substanser alternativt söka upp en passande omgivning. Ingen sexuell livscykel är observerad. Livscykeln uppskattas att bli komplett inom loppet av fyra till fem dagar. Faktorer som pH och temperatur påverkar svampens tillväxt, och temperaturer över 28°C har resulterat i reducerad tillväxt och ökad mortalitet vilket kan ha betydelse för svampens förmåga att sprida sig.

## Morfologi
Zoosporen är sfärisk eller oval (cirka 3-5µm i diameter) har ett centrum av ribosomer som är omgivna av ett endoplasmatiskt retikulum. I cytosolen hittas en enda golgiapparat. Zoosporen har en flagell placerad på den bakre delen av sporen, längden på flagellen är cirka 19-20µm.

## Spridning
Att överleva utanför värden är en viktig egenskap som underlättar spridning av patogener och spelar en viktig roll i hur pass bra en patogen kan spridas mellan värdar. Zoosporer från svampen har hittats på växter vilket tyder på att svampen potentiellt kan spridas vidare från infekterade individer genom till exempel vegetation som de infekterade individerna har berört. Hudrester ifrån infekterade individer har också visat sig innehålla svampen, detta innebär att svampen har potential att spridas likväl i vatten som på land, fast med varierande framgång. Svampen har en låg artspecifitet och har rapporterats i hela 516 arter. Vissa arter av amfibier kan bära svampen utan att lida av mortalitet, dessa arter kan därmed agera naturlig reservoar för svampen. Det faktum att svampen orsakar lindrigare symptom i icke-metamorfoserade amfibier kan också bidra till att bibehålla en spridning av svampen inom en population genom att smitta sker från tidiga stadier till adulta amfibier. Svampens spridning har också varit kopplad till antropogena faktorer. En sådan faktor tros vara handeln med grodan Xenopus laevis, som användes till graviditetstest, vilket har spekulerats kunna vara anledningen till att chytridiomycosis har spridits utanför Afrika. Handel med den amerikanska oxgrodan tros också vara en anledning till att sjukdomen har spritt sig. Detta har troligtvis skett genom att grodor från en odling har flytt och bildat populationer i det vilda och kommit i kontakt med andra amfibier och på så sätt spridit vidare sjukdomen.